# Hertha Sieverts-Doreck

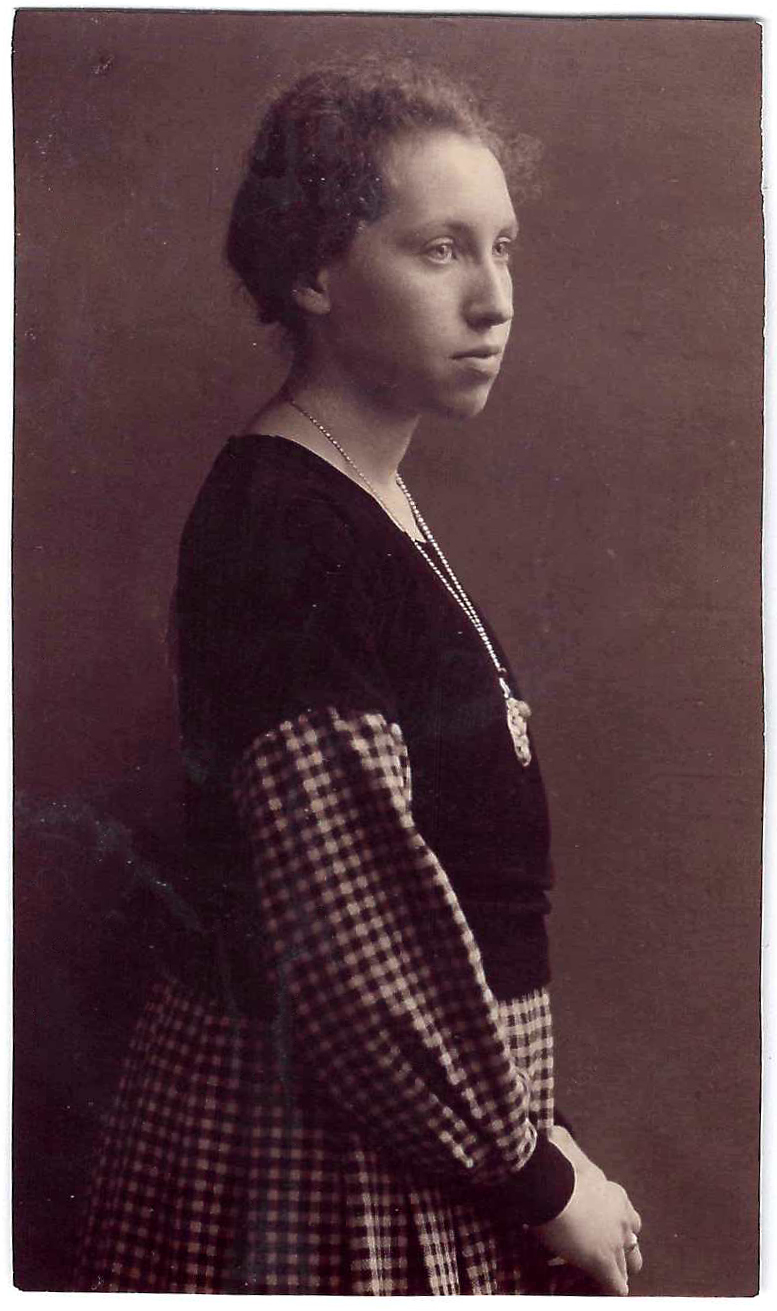
Hertha Sieverts im Januar 1921

Hertha Sieverts-Doreck (auch: Hertha Doreck; * 15. Juli 1899 als Hertha Walburga Doris Sieverts in Völklingen; † 30. März 1991 in Wiesbaden) war eine deutsche Paläontologin aus Stuttgart. Sie befasste sich vor allem mit Stachelhäutern, wofür sie internationales Ansehen gewann.

## Leben
Hertha Sieverts-Doreck ging in Berlin zur Schule und absolvierte dort eine Ausbildung zur Lehrerin mit dem Abschluss 1921. Es folgte ein Studium von Geologie und Paläontologie in Berlin und Innsbruck und 1927 wurde sie in Berlin bei Josef Felix Pompeckj über kreidezeitliche Seelilien (Crinoiden) der Gattung Marsupites promoviert. Für ihre Dissertation studierte sie auch rezente Arten in den meeresbiologischen Forschungsstationen in Neapel, Trondheim und Kristineberg. Danach war sie Privatassistentin von Johannes Wanner in Bonn und bearbeitete dessen Fossiliensammlung aus Timor sowie Crinoiden aus dem Mesozoikum und Känozoikum. Sie war von 1932 bis 1936 – als wohl einzige Frau – bei der Preußischen Geologischen Landesanstalt (ab 1936 als Assistentin), für die sie kartierte. 1936 heiratete sie Walter Doreck, der Kaufmann in Stuttgart war und den sie aus Innsbruck kannte. Mit ihm hatte sie zwei Töchter in 1938 und 1940 und wohnte in Stuttgart. Von da an war sie Hausfrau und Privatforscherin, wobei sie auch am Naturkundemuseum Stuttgart tätig war. Sie publizierte aber weiter und schuf sich einen Ruf als führende deutsche Echinodermen-Paläontologin (speziell Crinoiden). Anfang der 1950er Jahre lud sie der Herausgeber des Treatise on Invertebrate Paleontology Raymond Cecil Moore an die University of Kansas, wo sie ein System mesozoischer Crinoiden schuf, das Eingang in die Standardliteratur fand. Der Kladistik stand sie ablehnend gegenüber. Sie blieb bis ins hohe Alter als Paläontologin aktiv. Sie wurde in Stuttgart-Möhringen beerdigt.
1987 wurde sie Ehrenmitglied der Paläontologischen Gesellschaft. Von ihr stammen 70 wissenschaftliche Veröffentlichungen. Einige Arten und Gattungen sind nach ihr benannt.